# 空のコトバ
「空のコトバ」（そらのことば）は、小林ゆうの1作目のシングル。2007年5月30日にKONAMIからリリースされた。（販売元はジェネオンエンタテインメント）

## 概要
テレビアニメ『Saint October』の後期エンディングテーマが収録されている。
封入特典として、『Saint October』のオリジナルポストカードが収められている。
「空のコトバ」、「My life」は1stアルバム「YOU&YU」にも収録されている。

## 収録曲
1. 空のコトバ [4:11]
作詞：森由里子、作曲・編曲：高木洋
  - テレビアニメ『Saint October』後期エンディングテーマ
2. My life [3:48]
作詞：相吉志保、作曲・編曲：高木洋
3. Step by Step [3:49]
作詞：森由里子、作曲・編曲：高木洋
4. 空のコトバ（inst）